# Enfer blanc
Batman : Enfer Blanc ou Batman : Le Culte (Batman : The Cult) est une mini-série de comics en quatre numéros, éditée par DC Comics. Elle est écrite par Jim Starlin et dessinée par Bernie Wrightson. En France, elle a été éditée par Glénat/Comics USA en 1989, puis rééditée par Urban Comics en 2016.

## Histoire
Batman a été enlevé par un personnage charismatique, Deacon Blackfire, qui recrute des hommes de main parmi les sans-abris. À la suite d'une longue période de captivité, Batman succombe lentement à un lavage de cerveau. Il finit par s'échapper mais prendra un long moment pour récupérer de son traitement. Avec l'aide de Jason Todd, l'actuel Robin, il devra faire face une nouvelle fois à Deacon Blackfire.

## Réception
IGN Comics a classé Batman: The Cult à la sixième place sur sa liste des 25 plus grands romans graphiques de Batman, en disant que "l'histoire est racontée avec une brutalité impitoyable qui la rend d'autant plus puissante".

## Éditions

### Aux États-Unis
1. Batman: The Cult, Book One: Ordeal (aout 1988)
2. Batman: The Cult, Book Two: Capture (septembre 1988)
3. Batman: The Cult, Book Three: Escape (octobre 1988)
4. Batman: The Cult, Book Four: Combat (novembre 1988)

### En France
- La première édition a été éditée par Comics USA en 1989 dans sa collection Super-Héros. La traduction a été réalisée par Janine Bharucha.

1. Enfer blanc 1 : Épreuve (Collection Super Héros #12)
2. Enfer blanc 2 : Capture (Collection Super Héros #14)
3. Enfer blanc 3 : Évasion (Collection Super Héros #16)
4. Enfer blanc 4 : Vengeance (Collection Super Héros #18)

- 2016 : Batman : Le Culte (intégrale) (Urban Comics, Collection DC Deluxe). Traduction  Jean-Marc Lainé.  (ISBN 978-2-3657-7921-0)